# Карпатское
Карпатское (укр. Карпатське) — село в Борынской поселковой общине Самборского района Львовской области Украины.
Население по переписи 2001 года составляло 1190 человек. Занимает площадь 2,3 км². Почтовый индекс — 82553. Телефонный код — 3269.